# 鮑伯·艾里森
威廉·羅伯特·艾里森（英語：William Robert Allison，1934年7月11日—1995年4月9日），為前美國職棒大聯盟的外野手，生涯皆效力於參議員/雙城。

## 職業生涯
1955年，20歲的艾里森加盟參議員。當時他還和未來的名人堂球星哈蒙·基勒布魯成為室友。 1958年，他在2A繳出誇張的4成46打擊率，因此成功在9月登上大聯盟。隔年他繳出2成61的打擊率，並敲出30轟與85分打。他不僅入選第二場明星賽，還成功奪得美聯新人王的頭銜，甚至還在MVP票選上拿下幾張選票。1960年，艾里森陷入二年級生症候群，不過他在1961年表現回歸正常，敲出29轟與105分打點。
1961年，球隊搬到明尼蘇達，改名為明尼蘇達雙城，而艾里森也成功敲出雙城隊史改名後的首轟。他和基勒布魯也成為球隊的主力打擊雙箭頭。1962年7月18日，他們兩位甚至在第一局都敲出滿貫砲。成為當時聯盟令人聞風喪膽的打擊組合。

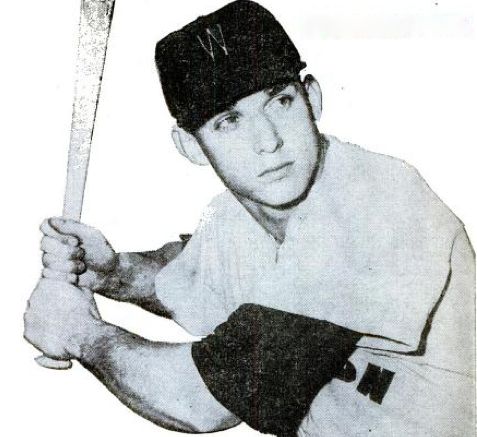
1959年的艾里森

1963年，艾里森敲出35轟與91分打點。這年他再度入選明星賽，不過他並未獲得MVP獎。隔年他敲出32轟與86分打點，第三次入選明星賽。1965年，他被觸身球打到左手，導致他出賽數開始減少。1966年，他再度被觸身球打傷手腕，使他只有出賽70場比賽。
1965年世界大賽，艾里森表現低迷。整個系列賽只有上壘4次，不過他在第6場開轟，幫助球隊延長戰線。他在第二場也有精彩的防守表現，只是雙城最終3勝4敗輸給道奇。
1966年，他繳出2成33的打擊率。隔年他的打擊率為2成58，並敲出24轟與75分打點。1968年，他繳出2成47的打擊率，並敲出22轟與52分打點。不過他在1969年開始表現下滑，最後在1970年離開大聯盟。

## 生涯打擊成績
| 出賽次數 | 打席 | 打數 | 得分 | 安打 | 二安 | 三安 | 全壘打 | 打點 | 盜壘 | 保送 | 三振 | 打擊率 | 上壘率 | 長打率 | OPS  |
| -------- | ---- | ---- | ---- | ---- | ---- | ---- | ------ | ---- | ---- | ---- | ---- | ------ | ------ | ------ | ---- |
| 1541     | 5924 | 5032 | 811  | 1281 | 216  | 53   | 256    | 796  | 84   | 795  | 1033 | .255   | .358   | .471   | .829 |

## 個人生活
艾里森在休賽季期間就已經在可口可樂旗下公司工作，退休後，他更是成為了工廠經理與銷售經理。1995年，艾里森因為運動失調引起的併發症去世，享年60歲。

## 外部連結
- 球員資訊和成績在MLB ，ESPN ，Retrosheet ，Baseball Reference ，Baseball Reference (Minors) ，Fangraphs ，The Baseball Cube （英文）